# Nonesuch Records
Nonesuch Records – nowojorska wytwórnia płytowa obecnie połączona z Warner Bros. Records, należąca do Elektra Records.
Wytwórnia Nonesuch została założona w roku 1964 przez Jaca Holzmana.  Jeszcze we wczesnych latach 60. XX wieku seria „Nonesuch Explorer” uczyniła z tej firmy pioniera w dziedzinie wydawania world music, nim jeszcze termin ten został wymyślony. W ramach serii od 1967 do 1984 ukazały się nagrania z Azji, Afryki oraz Karaibów. Obecnie są one remasteryzowane, składane w nowe zestawy i ponownie wydawane. 
Obecnie wytwórnią zarządza Robert Hurwitz, który jest również odpowiedzialny za sukces komercyjny ECM Records, gdzie pracował przez 9 lat. Gdy Hurwitz przejął Nonesuch Records w 1984 roku, z ECM odeszli również tacy artyści jak John Adams, Bill Frisell, Pat Metheny czy Steve Reich.
Wytwórnia prezentuje takie style muzyczne jak World Music, jazz, muzyka poważna, Musical Theater czy New Music.

## Artyści
Dla wytwórni nagrywają i nagrywali artyści wywodzący się z najróżniejszych stylistyk. M.in.:
- Björk
- Kronos Quartet
- Jonny Greenwood
- John Zorn
- Bobby McFerrin
- Pat Metheny
- Brian Eno
- Kenny Garrett
- Joshua Redman
- Brad Mehldau
- Bill Frisell
- Joni Mitchell
- David Sanborn
- Fred Hersch
- James Farm

Nonesuch wydawała też dzieła kompozytorów muzyki klasycznej:
- Steve Reich
- Philip Glass
- John Adams
- Krzysztof Penderecki
- Henryk Mikołaj Górecki
- Andrzej Panufnik
- Astor Piazzolla